# District militaire balte
Le district militaire balte (russe : Прибалтийский военный округ (ПрибВО)) est un district militaire des forces armées soviétiques dans les États baltes, formé brièvement avant l'invasion allemande pendant la Seconde Guerre mondiale. Après la fin de la guerre, l'oblast de Kaliningrad est ajouté dans la zone du district en 1946, et le territoire de l'Estonie est transféré dans le district militaire de Leningrad en 1956. Le district militaire balte est dissous après la chute de l'Union soviétique en 1991 et réorganisé en groupement des forces soviétiques du Nord-Ouest, qui a mis fin à son existence après le retrait de toutes les troupes russes d'Estonie, de Lettonie et de Lituanie le 1er septembre 1994.

## Histoire

### Composition
Jusqu'en 1957, le district comprend :
- la 11e armée combinée de la Garde (constituée jusqu'en 1956 des 16e et 36e corps de fusiliers de la Garde, respectivement à Kaliningrad et Tcherniakhovsk[2]),
- la 15e armée aérienne (en) (renumérotée 30e à partir de 1949), à Riga[3]
- le 2e corps de fusiliers de la Garde (en), à Kaunas[4] puis Riga, dissous en 1956,
- le 22e corps de fusiliers de la Garde à Klaipėda[4], dissous en 1946[5],
- le 23e corps de fusiliers de la Garde à Kuldīga, dissous en 1948[5],
- le 130e corps de fusiliers à Riga, dissous en 1946[5],
- le 15e corps aéroporté de la Garde à Rakvere, créé en 1946 et dissous en 1955[6],
- le 4e corps de fusiliers de la Garde, arrivé à Tallinn[6] en 1956[5],
- le 10e corps de fusiliers, arrivé en 1956.

De fin 1948 à mai 1957, les unités suivantes font partie du district :
- 1re division de fusiliers de la Garde, à Kaliningrad[7], rattachée au 16e corps[1],
- 3e division de fusiliers de la Garde, à Klaipėda[7], arrivée en 1956[5], rattachée au 36e corps[7],
- 5e division de fusiliers de la Garde (en), à Gvardeïsk[7], rattachée au 36e corps[1],
- 8e division de fusiliers de la Garde (en), arrivée en 1956 avec le 4e corps à Haapsalu[7],
- 16e division de fusiliers (en) (44e brigade séparée de fusiliers de 1947 à 1950[8]), à Vilnius[7], rattachée au 2e corps puis directement subordonnée au district[1], dissoute en 1956[7],
- 16e division de fusiliers de la Garde (en) à Haapsalu[7], rattachée au 16e corps[1],
- 26e division de fusiliers de la Garde (en) à Goussev[9], rattachée au 36e corps[1],
- 43e division de fusiliers de la Garde (29e brigade séparée de fusiliers de la Garde de 1947 à 1950[8]), à Riga[8], rattachée au 2e corps[1], dissoute en 1956[8],
- 51e division de fusiliers de la Garde (42e brigade séparée de fusiliers de la Garde de 1947 à 1950[8]), à Ventspils[9], rattachée au 2e[1] puis au 36e corps[9],
- 118e division de fusiliers de la Garde,  à Tallinn[10], arrivée en janvier 1956 avec le 4e corps puis dissoute en juin[5],
- 7e division aéroportée de la Garde, à Kaunas, créée en 1948, directement subordonnée au district[1],
- 21e division aéroportée de la Garde (en), à Valga, créée en 1948, rattachée au 15e corps, dissoute en 1955[11],
- 1re division de mitrailleuses et d'artillerie, arrivée en janvier 1956 avec le 4e corps puis dissoute en juin[5],
- 2e division de mitrailleuses et d'artillerie, arrivée en janvier 1956 avec le 4e corps,
- 28e division mécanisée de la Garde (ru), rattachée au 16e corps[1],
- 29e division mécanisée de la Garde, généralement rattachée au 2e corps[1],
- 30e division mécanisée de la Garde, rattachée au 36e corps[1],
- 36e division mécanisée de la Garde, arrivée en 1956 avec le 4e corps,
- 71e division mécanisée (en), à Vilnius[12], arrivée en 1956[5], rattachée au 10e corps,
- 1re division de chars (ru), à Kaliningrad[13], rattachée à la 11e armée.

En juillet 1957 :
- 11e armée combinée de la Garde
  - 1re division de fusiliers motorisés de la Garde à Kaliningrad[1]
  - 5e division de fusiliers motorisés de la Garde (en) à Gvardeïsk (dissoute en 1959)[14]
  - 16e division de fusiliers motorisés de la Garde (en) à Tcherniakhovsk (dissoute en 1960)[14]
  - 30e division de fusiliers motorisés de la Garde à Goussev[14]
  - 1re division de chars à Vilnius[15]
  - 40e division de chars de la Garde (ru) à Sovetsk[15]
- 30e armée aérienne
- 4e corps d'armée de la Garde (état-major dissous en 1960)
  - 2e division de mitrailleuses et d'artillerie (transformée en 132e division de fusiliers motorisés en 1958, dissoute en 1960[5])
  - 8e division de fusiliers motorisés de la Garde (en) à Haapsalu[14]
  - 36e division de fusiliers motorisés de la Garde à Klooga (dissoute dans la 8e division de fusiliers motorisés de la Garde en 1960)[14]
- 10e corps d'armée (état-major dissous en 1960)
  - 26e division de fusiliers motorisés de la Garde (en) à Goussev[14]
  - 119e division de fusiliers motorisés (en) à Vilnius[16]
- 24e division de chars (ru) à Riga[15]
- 7e division aéroportée de la Garde à Kaunas
- 3e division de fusiliers motorisés de la Garde à Klaipėda[14]
- 29e division de fusiliers motorisés de la Garde, à Kaunas[14]
- 51e division de fusiliers motorisés de la Garde à Ventspils (dissoute en 1959)[14]

Le 1er février 1965 :
- 11e armée combinée de la Garde
  - 1re division de fusiliers motorisés de la Garde
  - 18e division de fusiliers motorisés de la Garde (ex-30e)
  - 26e division de fusiliers motorisés de la Garde
  - 1re division de chars
  - 40e division de chars de la Garde
- 24e division de chars d'entraînement
- 7e division aéroportée de la Garde
- 44e division aéroportée d'entraînement de la Garde (en)
- 3e division de fusiliers motorisés de la Garde
- 8e division de fusiliers motorisés de la Garde
- 31e division de fusiliers motorisés de la Garde (ex-29e)

Dans les années 1980 :
- État-major à Riga
- 11e armée combinée de la Garde
- 4e brigade Spetsnaz du GRU à Viljandi
- 37e brigade d'assaut aérien (en) à Tcherniakhovsk
- 7e division aéroportée de la Garde à Kaunas
- 3e division de fusiliers motorisés de la Garde à Telšiai
- 107e division de fusiliers motorisés (en), à Vilnius
  - 153e division de fusiliers motorisés (division cadre de mobilisation, associée à la 107e division), à Pabradė
- 144e division de fusiliers motorisés de la Garde à Tallinn
- 149e division d'artillerie à Kaliningrad
- 230e division de sécurité arrière (unité cadre) à Dobele

### Lectures complémentaires
- Petersen, P. and Petersen, S. (1993) "The Kaliningrad garrison state", Jane's Intelligence Review, 5:2, 1993
- И.А. Губин. Слово о Краснознамённом Прибалтийском. — 1. — Riga: Авотс, 1981. — 296 pp